# Bessines-sur-Gartempe
Bessines-sur-Gartempe település Franciaországban, Haute-Vienne megyében. Lakosainak száma 2739 fő (2022. január 1.). Bessines-sur-Gartempe Fromental, Bersac-sur-Rivalier, Châteauponsac, Folles, Razès, Saint-Amand-Magnazeix és Saint-Pardoux-le-Lac községekkel határos.

## Népesség
A település népességének változása:
| Lakosok száma | 2830 | 2830 | 2879 | 2836 | 2818 | 2803 | 2787 | 2762 | 2739 |
|               | 2013 | 2015 | 2016 | 2017 | 2018 | 2019 | 2020 | 2021 | 2022 |